# 윌리엄 로버트 해밀턴
윌리엄 로버트 해밀턴(영어: William Robert Hamilton, 다운 주 글리너허크 ~)은 전 북아일랜드 국가대표 축구 선수로, 현역 시절 공격수로 활약했다.

## 클럽 경력
현역 시절, 해밀턴은 린필드, 퀸스 파크 레인저스, 번리, 옥스퍼드 유나이티드, 리머릭, 콜레인, 슬라이고 로버스, 그리고 디스틸러리에서 활약했다.
그는 1989년 12월에 리그 오브 아일랜드 프리미어 디비전의 리머릭에서 1988-89 시즌에 3위를 기록하고 떠난 후 선수 겸 감독으로서 디스틸러리에 합류했다. 그는 1990년 3월 22일에 하얀 군단 첫 경기를 치렀고, 그는 3년 동안 72번의 경기에서 33골을 기록했는데, 해트트릭도 1차례 완성했다.

## 국가대표팀 경력
해밀턴은 현재까지도 회자되는 개최국 스페인과의 1982년 월드컵 경기에서 제리 암스트롱에게 결승골로 연결될 공을 배급한 것으로 회자된다. 그는 오스트리아와의 2차 조별 리그 경기에서 90분을 소화해 홀로 2골을 넣었고, 1986년 월드컵에도 참가했다. 그는 1980년과 1984년에 열린 브리티시 홈 챔피언십에서도 2번 골망을 흔들었고, 1980년 대회의 스코틀랜드전 골은 결승골이 되었다. 북아일랜드는 해밀턴이 득점한 경기에서 패하지 않았다. 해밀턴은 자국을 대표로 총 41번의 경기에 출전해 5골을 기록했다.

## 감독 및 지도자 경력
해밀턴은 무릎 부상으로 1992년 2월에 은퇴했지만, 1995년 2월까지 디스틸러리를 계속 지도했다. 그는 소속 구단은 1993-94 시즌 골드컵 정상에 올랐다.

## 사생활
해밀턴은 보드 게임 설계에 두각을 나타냈는데, 빌리 해밀턴의 축구 사관학교 보드 게임이 1985년에 발매되었다.

## 국가대표팀 득점 목록
아래의 점수에서 왼쪽의 점수가 북아일랜드의 점수이다.
| # | 날짜            | 경기장              | 상대       | 점수 | 결과 | 대회                        |
| - | --------------- | ------------------- | ---------- | ---- | ---- | --------------------------- |
| 1 | 1980년 5월 16일 | 북아일랜드 벨파스트 | 스코틀랜드 | 1–0  | 1–0  | 1980년 브리티시 홈 챔피언십 |
| 2 | 1981년 3월 25일 | 스코틀랜드 글래스고 | 스코틀랜드 | 1–1  | 1–1  | 1982년 월드컵 예선전        |
| 3 | 1982년 7월 1일  | 스페인 마드리드     | 오스트리아 | 1–0  | 2–2  | 1982년 월드컵               |
| 4 | 1982년 7월 1일  | 스페인 마드리드     | 오스트리아 | 2–2  | 2–2  | 1982년 월드컵               |
| 5 | 1983년 9월 21일 | 북아일랜드 벨파스트 | 오스트리아 | 1–0  | 3–1  | 유로 1984 예선전            |

## 참고 문헌
- Hugman, Barry (2005). 《The PFA Premier and Football League Players' Records 1946–2005》. Queen Anne Press. ISBN 9781852916657.